# Rubus thibetanus
Espèce
Classification APG III (2009)
Rubus thibetanus, la Ronce du Tibet est une espèce de plantes à fleurs de la famille des Rosaceae. C'est un arbuste originaire de l'ouest de la Chine.
Cette ronce d'ornement, au fin feuillage caduc ressemblant à de la fougère et aux rameaux arqués couverts d'une pruine blanche en hiver, a été découverte par un missionnaire botaniste Armand David en 1869 au Tibet oriental et a été mise en culture grâce aux graines envoyées par un explorateur botaniste Ernest Henry Wilson en 1908.

## Étymologie et histoire de la nomenclature
Le nom de genre Rubus vient du latin rubus désignant la « ronce commune », voir l'emploi dans Pline, Histoire Naturelle, 24, 117.
L’épithète spécifique thibetanus est la forme en latin scientifique de « Thibet » (i.e Tibet).

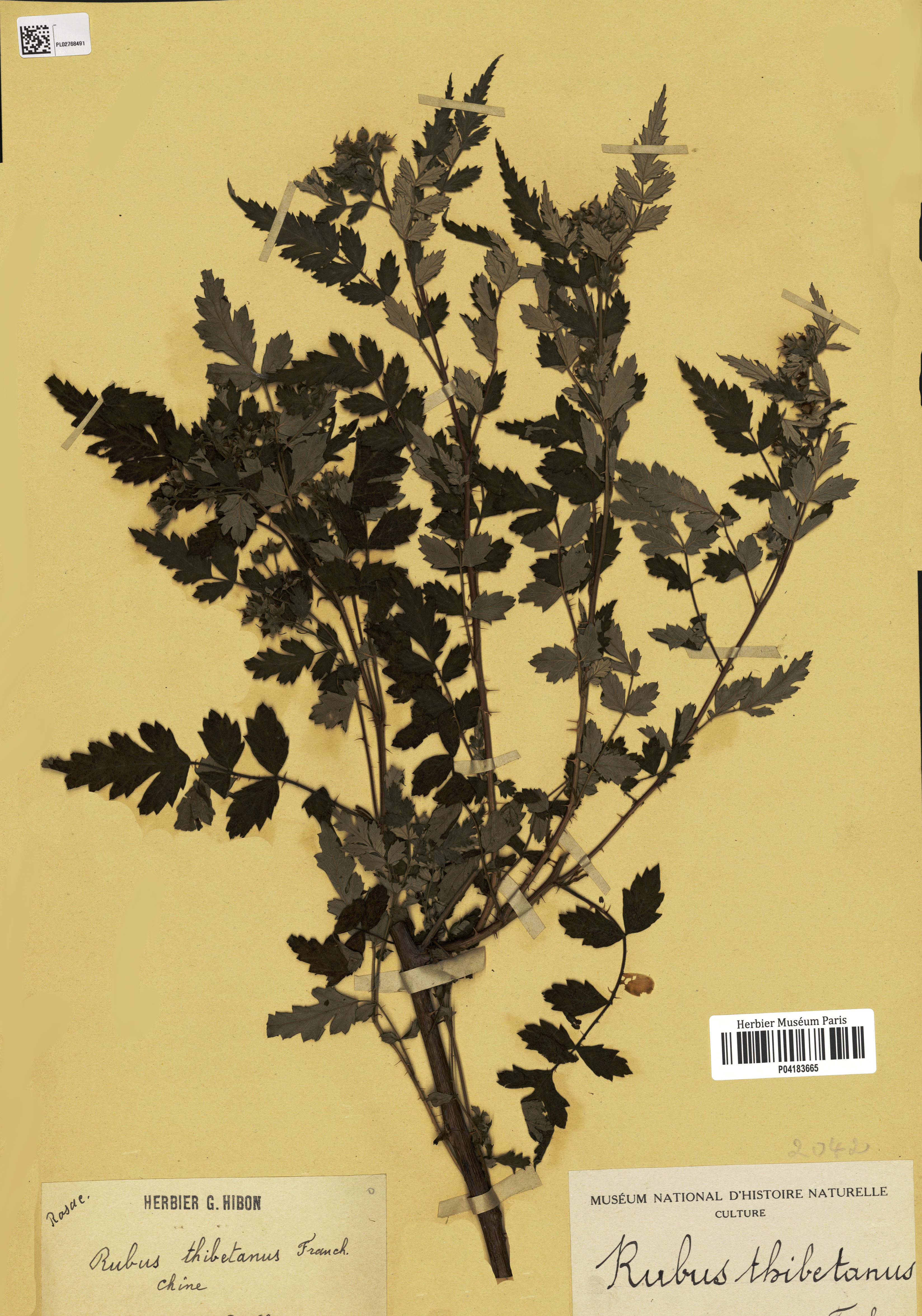
Rubus thibetanus Franch., spécimen du Muséum.

En juillet 1869 , le père David découvre une nouvelle espèce de ronce couverte de fleurs roses, à Moupin (actuellement Baoxing) au Tibet oriental dans des fourrés. Cette région de montagne peuplée de l’ethnie tibéto-birmane Jiarong (au XIXe siècle appelée Mantze, en chinois 蛮族 manzu « barbare »[réf. nécessaire]) avait encore à l’époque une flore et une faune très riche et préservée. Le missionnaire botaniste y récoltera 676 spécimens de plantes inconnues qu’il envoya au Muséum de Paris pour identification et description.
Le botaniste Adrien Franchet, spécialiste de la flore asiatique au Muséum de Paris, en donne une description dans Plantae davidianae ex sinarum imperio en 1885, sous le nom de Rubus thibetanus, ainsi que 165 autres espèces de plantes.

## Description

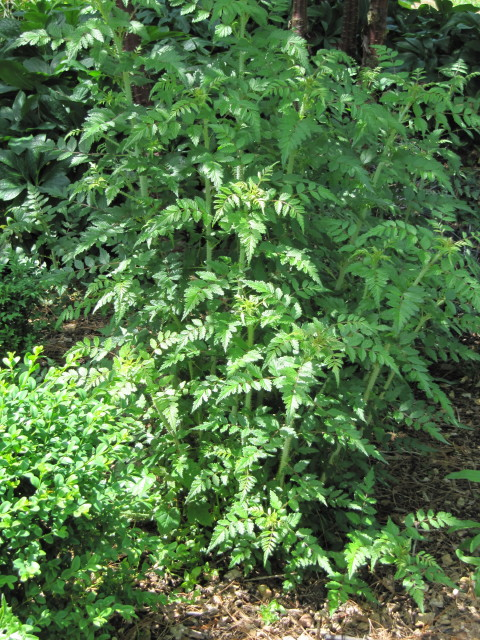
Rubus thibetanus, en juin 2013.

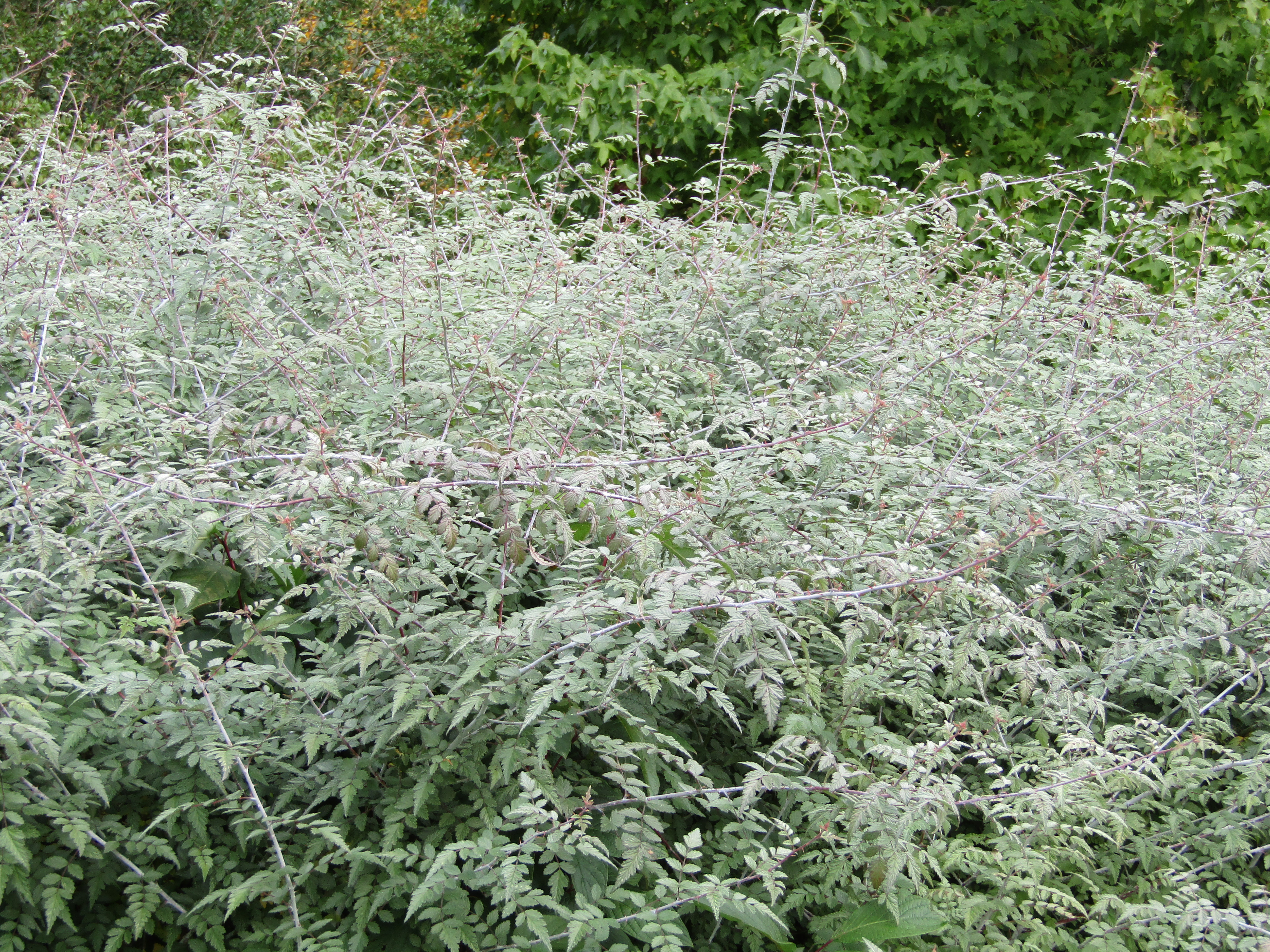
Rubus thibetanus 'Silver Fern'
(Ghost Bramble) en octobre dans le Hampshire, au Royaume Uni.

Rubus thibetanus est un arbuste de 2 à 3 m de haut, aux rameaux brun rougeâtre, à piquants clairsemés.
Les feuilles portées par un pétiole de 1–2 cm, sont imparipennées, avec 7-11 (-13) folioles; le limbe des folioles est variable, la foliole terminale ovale-lancéolée, de 2,5–6,5 cm de long sur 1,5–2,5 cm de large, est 2 fois plus longue que les folioles latérales, aux marges lobées, profondément incisées, à apex long acuminé ; les folioles latérales sont obliquement ovales ou ovale-orbiculaire, pubescentes.
Les inflorescences sont des corymbes de 2–4 cm, 3–8 fleurs, avec un rachis et des pédicelles densément pubescents. La fleur de 1–1,2 cm de diamètre a un calice densément pubescent, avec les sépales s’étalant à l’anthèse, les 5 pétales roses ou rouge violacé, orbiculaires-ovales, de 3–4,5 × 3–4 mm ; les nombreuses étamines sont rouge violacées.
Les fruits sont noir violacé ou rouge foncé, subglobuleux, 8–10 mm de diamètre, densément pubescents.
La floraison a lieu en juin, la fructification en août.

## Distribution et habitat
Rubus thibetanus pousse en Chine dans les provinces du Gansu, Shaanxi, Sichuan, Tibet.
Elle pousse dans les fourrés, la lisière des forêts, le bord des routes, les pentes, ravins et endroits secs, entre 900 et 2 100 m.

## Culture
La ronce du Tibet sera cultivée grâce aux collectes de graines de Ernest Henry Wilson, un explorateur botaniste anglais, qui parcourut la Chine à la recherche de graines, de bulbes et rhizomes. Il envoya des graines de cette ronce aux pépinières Veitch en 1908 qui la vendirent durant de nombreuses années sous le nom de Rubus veitchii, avant que quelqu'un ne réalise finalement que c’était la Rubus thibetanus, découverte par le missionnaire botaniste Armand David quarante ans plus tôt.
Cet arbuste doit son charme à ses pousses arquées, brun violacées, recouvertes en hiver d'une pruine blanche.
Son fin feuillage ressemblant à de la fougère, vert sombre à revers blanc, se couvre en été de petites fleurs rose vif, suivies de petits fruits noirs ou grenat.
Cette ronce d’ornement est très rustique, elle pousse en zones de rusticité 6-10. Elle est aussi vigoureuse, drageonnante et de croissance rapide.
La ronce du Tibet est un sujet remarquable en arrière-plan de massif ou en bosquet.